# Oedera
Oedera es un género de plantas con flores perteneciente a la familia de las asteráceas. Comprende 30 especies descritas y de estas, solo 19 aceptadas.

## Taxonomía
El género fue descrito por  Carlos Linneo  y publicado en Mantissa Plantarum 159, 291. 1771. La especie tipo es: Oedera prolifera L. f.		

## Especies
A continuación se brinda un listado de las especies del género Oedera aceptadas hasta agosto de 2012, ordenadas alfabéticamente. Para cada una se indica el nombre binomial seguido del autor, abreviado según las convenciones y usos.
- Oedera capense Druce
- Oedera capensis (L.) Druce
- Oedera conferta (Hutch.) Anderb. & K.Bremer
- Oedera epaleacea Beyers
- Oedera foveolata (K.Bremer) Anderb. & K.Bremer
- Oedera genistifolia (L.) Anderb. & K.Bremer
- Oedera hirta Thunb.
- Oedera imbricata Lam.
- Oedera laevis DC.
- Oedera multipunctata (DC.) Anderb. & K.Bremer
- Oedera nordenstamii (K.Bremer) Anderb. & K.Bremer
- Oedera prolifera L. f.
- Oedera resinifera (K.Bremer) Anderb. & K.Bremer
- Oedera sedifolia (DC.) Anderb. & K.Bremer
- Oedera silicicola (K.Bremer) Anderb. & K.Bremer
- Oedera squarrosa (L.) Anderb. & K.Bremer
- Oedera steyniae (L.Bolus) Anderb. & K.Bremer
- Oedera uniflora (L.f.) Anderb. & K.Bremer
- Oedera viscosa (L'Hér.) Anderb. & K.Bremer